# Dilhorne
Dilhorne est un village et une ancienne paroisse civile du Staffordshire, en Angleterre.